# 水墨画
水墨畫，是中国绘画的代表，也就是狭义的「國畫」，並傳到東亞和其他地區。基本的水墨畫只有黑與白之分，後來發展出有其他彩色的水墨畫與花鳥畫，後者有時也稱為彩色畫。中国水墨画的特点是：重意不重實且少量留白，作畫過程稱「寫」而不稱「畫」。
水墨畫早期都是以山水畫的形式來表現的，彩色的水墨畫在近代有潑墨山水的應用，也有水墨動畫的應用。
與水墨畫有關的還有水墨版畫。與一般版畫不同的是，水墨版畫雖然也是木刻版畫，但使用宣紙做為紙材，在不同的地方重複水墨印刷，層層渲染的效果，使得每一張作品都明顯不同，也具有水墨畫的美感。

## 作画方式
水墨畫傳統是用手持画笔作画，以后更衍生出用口咬笔、脚趾握笔、双脚夹笔、腋夹笔、身体着墨（包括手指、脚趾、头发、手肘等部位）等特殊方式，但均非主流。当代中国水墨画家在创作水墨画时，材料运用是广泛的，目前在非宣纸上创作水墨画成了潮流，如在衣服上、人体上；题材上更是多样化，不仅限于山水花鸟，除抽象水墨外更扩展到行为艺术范畴。

### 古代绘画六法
繪畫六法由5世紀的畫家及藝術理論家謝赫所著，並記錄在其著作《古畫品錄》的序論中，當中提及的六法為：
- 氣韻生動是也，一種說法指其意為傳神，此外亦有指表達畫家人品或使用畫筆及墨水的技術要精湛的說法[1]。
- 骨法用筆是也，即用畫筆的技巧在表現鉤線點戳時要有"骨力"[2]，這和當時書法和繪畫密不可分的關係有關。
- 應物象形是也，即感受物體的結構再描畫出物體的形態[3]。
- 隨類賦彩是也，即因應物體的本身色彩而在作品中加上適當的色調及表現出層次感[4]。
- 經營位置是也，即對作品構圖、深度的思考[5]。
- 傳移模寫是也，即對自己的草稿作增加刪除後再畫一次才能完成作品，此外亦有對古人作品作出模仿摹製作為學習的意思[6]。

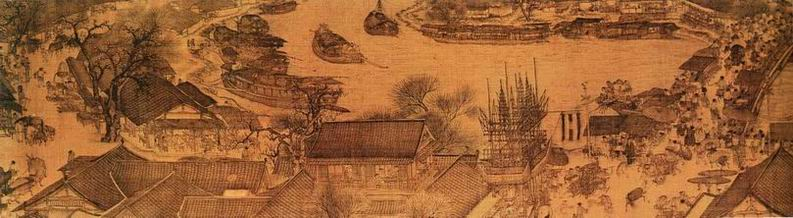
《清明上河圖》（局部），張擇端绘

## 特点
水墨画有着自己明显的特征。传统的水墨画，依南朝謝赫的《古畫品錄》評論：
- 讲究“气韵生动”，不拘泥于物体外表的肖似，而多强调抒发作者的主观情趣。水墨画讲求“以形写神”，追求一种“妙在似与不似之间”的感觉。
- 讲究笔墨神韵，笔法要求：平、圆、留、重、变。墨法要求墨分五色，浓、淡、破、泼、渍、焦、宿。
- 讲究“骨法用笔”，不讲究焦点透视，不强调环境对于物体的光色变化的影响
- 讲究空白的布置和物体的“气势”。

可以说西洋画是“再现”的艺术，水墨画是“表现”的艺术。水墨画并不只是宣纸上的点染勾勒，還要表現「气韵」、「境界」，实际上是一个系统的思想集成最终的表现。意、识、灵齐备，诗、书、画一体，诗为画之意，书为画之骨。技法之熟，可呈胸臆；画面之外，可留思想，这也是判断水墨画作品艺术价值高下的实质所在。

## 載具與擺設
- 中堂：客厅中间墙壁适宜挂上一幅巨大字画，称为“中堂”。
- 条幅：条幅可横可直，横者与匾额相类。无论书法或水墨画，可以设计为一个条幅或四个甚至多个条幅。常见的有春夏秋冬条幅。各绘四季花鸟或山水，四幅为一组。
- 小品：就是指体积较细的字画。可横可直，装裱之后，适宜悬挂较细墙壁或房间，十分精致。
- 镜框：将字画用木框或金属装框，上压玻璃或胶片，就成为压镜。
- 卷轴：是中国画特有的，将字画装裱成条幅，下加圆木作轴，把字画卷在轴外，以便收藏。
- 扇面：将折扇或圆扇的扇面上题字写画取来装裱，可成压镜。由于圆形或扇形的形式美丽，所以有人将画面剪成扇形才作画，然后装裱，别具风格。
- 册页：将字画装订成册。
- 长卷：将画裱成长轴一卷，成为长卷，多是横看，其画面连续不断。
- 斗方：将小品装裱成一方尺左右的字画，成为斗方。可压镜，可平裱。
- 屏风：有单幅或摺幅，坐立于地作屏风之用。

## 分类

梁楷《潑墨仙人》

### 以體裁分類
- 山水
- 人物
- 禽兽
- 花鸟
- 風俗
- 宗教
- 神话传说

### 以技法分類
- 工笔画
- 寫意畫
- 白描画
- 潑墨画

## 绘画工具

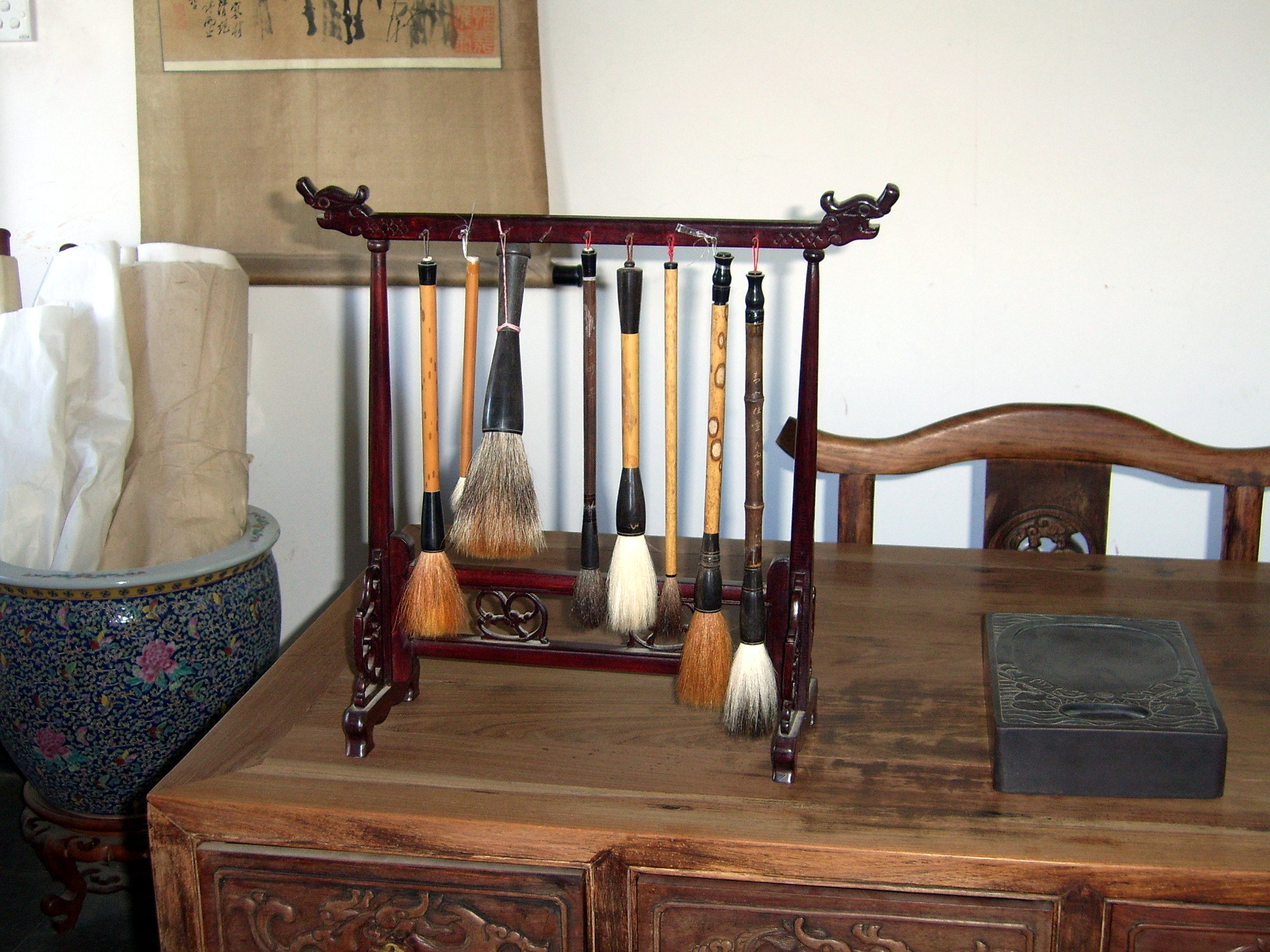
毛笔与砚台

“笔墨纸砚”是中国古代文人不可缺少的工具，号称“文房四宝”，其意义不止于书写绘画方面，中国文人对其给予了深厚的文化内涵和感情，历代文人书画大家和笔墨纸砚相关的故事举不胜举。
- 笔是中国所创，并影响到朝鲜、日本，等亚洲广泛地域的传统书写习惯。毛笔分硬毫，软毫和兼毫，硬毫以狼毫（黄鼠狼尾）为代表，软毫以羊毫（山羊鬚）为代表，根据写字绘画，种类，以及个人习惯的不同，用笔也不一样，羊毫柔软，狼毫刚健，兼毫柔中带刚。中国的书法和绘画，都离不开毛笔的使用。尤其以湖州（今浙江善琏镇）之湖笔，宣州（今安徽泾县）之宣笔，及江西进贤之笔为上。

- 墨分“油烟”、“松烟”和漆烟三种。油烟墨用桐油或添烧烟加工制成；松烟墨用松枝烧烟加工制成，漆烟是用国漆作燃料，燃烧后的烟垢加胶加工而制作成的。古代徽州所产之墨，历来为文人所喜爱，徽墨有金不换之美称。颜料有两种，使用起来会产生不同的效果，其一种是植物质的，如花青、滕黄、胭脂、牡丹红等，性能透明、 质细，但年久会褪色；另一种是矿物质的，如朱砂、朱漂、头青至三青、头绿至三绿、赭石、石黄、白粉等，性能不透明，有覆盖力，年久不褪色。

- 中国画用纸种类广泛。如宣州所产宣纸、四川的皮纸、河南禹县布纸、湖南来阳棉纸等等，推而广之，不但是纸、绫、绢等织物都是绘画的材料。但宣纸种类多，产量高，品质好，能将墨的神韵最好的发挥出来，且较绢等价格便宜，故现在宣纸几乎已成为国画用纸的代名词。宣纸分生宣和熟宣两种。熟宣是用矾水加工过的，水墨不容易渗透，在上面可以工整细致地描绘，其特性将国画要求反复地上色，因此像绢织物一样，适合于画工笔画；生宣是没有经过矾水加工的，水墨容易渗透，落笔为定，无从更改，而且渗透开来，能产生丰富的笔墨变化，所以写意画多用生宣。

- 砚要求細膩滋潤，容易發墨，並且墨汁細勻無渣。硯以廣東端溪的端硯、安徽歙縣之歙硯、甘肅的洮河硯及山西的澄泥硯最為名貴，號稱四大名硯。常有古人為求一方名硯，不惜傾其所有。東漢以前，硯被稱之為“研”，至少有3000年以上的歷史，“文房四寶”以硯為冠，論及名品硯臺，總離不開“端、歙、洮、澄”。端硯、歙硯、洮河硯、澄泥硯並稱中國四大名硯，其中以端硯為諸硯之首。

- 除文房四宝之外，印章、印泥、笔架、笔洗、笔筒、文镇等相关绘画用具还有很多，广义的文房四宝也将以上所举列入其中。

## 水墨画动画
- 《小蝌蚪找妈妈》
- 《牧笛》
- 《鹿铃》
- 《山水情》
- 《百鸟衣》
- 《鹤蚌相争》
- 《三个和尚》
- 《小燕子》
- 《猴子捞月》